# Taia (slak)
Taia is een geslacht van weekdieren uit de klasse van de Gastropoda (slakken).